# ستيف إروين (فنان قصص مصورة)
ستيف إروين (بالإنجليزية: Steve Erwin)‏ هو فنان قصص مصورة أمريكي، ولد في 16 يناير 1960 في تلسا في الولايات المتحدة.